# Miríada X
Miríadax é um projeto de formação on-line que teve sua origem no início do ano 2013, liderado pelo Banco Santander e Telefônica, através da Rede Universia e Telefônica Educação Digital é baseada na plataforma de software livre  WEMOOC. Oferece cursos on-line abertos e em massa (Massive Open On-line Courses, MOOCs) de forma gratuita e aptos para qualquer usuário interessado no conteúdo do cursos oferecidos.
Em 2014, Miríadax contou com a participação de 45 universidades de nove países: Espanha, Colômbia, Chile, Argentina, Peru, México, Brasil, Porto Rico, República Dominicana e El Salvador; mais de 1.000 professores e 195 cursos dados.
Seu êxito levou-a a converter-se em uma plataforma de formação on-line de referência não só a nível espanhol, mas sim também europeia, no que mais de 40% dos MOOCs oferecidos atualmente provêm de universidades espanholas segundo o portal Open Education Europa, sendo Miríadax fator-chave na evolução educativa espanhola segundo mostra o relatório da Sociedade da informação em Espanha no ano 2013.
No dia 25 de junho de 2014, Emilio Botim e César Alierta apresentaram oficialmente a plataforma Miríadax no Rio de Janeiro durante o III Encontro Internacional de Reitores de Universia, onde Botim remarcou que “estamos frente há uma oportunidade histórica para o sistema de educação superior ibero-americano” e que “nesse sentido, a tecnologia e a digitalização resultam fundamentais”, afirmou Alierta.

## Universidades e instituições
As universidades e instituições que oferecem ou têm oferecido cursos em Miríadax são:
- Corporação Universitária Minuto de Deus, Colômbia
- National University College, Porto Rico
- Universidade Abad Oliva CEU, Espanha
- Universidade Aberta Para Adultos, República Dominicana
- Universidade Autónoma de Occidente, Colômbia
- Universidade Blas Pascal, Argentina
- Universidade CEU Cardeal Herrera, Espanha
- Universidade CEU San Pablo, Espanha
- Universidade Carlos III de Madri, Espanha
- Universidade de Castilla-A Mancha, Espanha
- Universidade Católica San Antonio, Espanha
- Universidade Católica Santo Toribio de Mogrovejo, Peru
- Universidade Complutense de Madri, Espanha
- Universidade de Alcalá, Espanha
- Universidade de Alicante, Espanha
- Universidade de Cantabria, Espanha
- Universidade de Celaya, México
- Universidade de Gerona, Espanha
- Universidade de Huelva, Espanha
- Universidade de Ibagué, Colômbia
- Universidade da Laguna, Espanha
- Universidade de Málaga, Espanha
- Universidade de Múrcia, Espanha
- Universidade de Navarra, Espanha
- Universidade de Palermo, Argentina
- Universidade de Porto Rico - Recinto de Rio Pedras, Porto Rico
- Universidade de Salamanca, Espanha
- Universidade de San Martín de Porres, Peru
- Universidade de Zaragoza, Espanha
- Universidade Européia, Espanha
- Universidade Francisco Gavidia, El Salvador
- Universidade Nacional de Educação a Distância, Espanha
- Universidade Nacional de Quilmes, Argentina
- Universidade Politécnica de Cartagena, Espanha
- Universidade Politécnica de Madri, Espanha
- Universidade Politécnica de Valencia, Espanha
- Universidade Rei Juan Carlos, Espanha
- Universidade Tecnológica de Pereira, Colômbia
- Universidade Tecnológica Nacional, Argentina
- Universitat Pompeu Fabra, Espanha
- Universidade Aberta de Cataluña, Espanha
- Universidade das Ilhas Baleares, Espanha
- Universidade do País Basco, Espanha
- Universitas Telefónica, Espanha
- Pontifícia Universidade Católica do Rio Grande do Sul, Brasil
- Universidade Anhembi Morumbi, Brasil
- Fundação Albéniz, Espanha
- Universidade de Santiago de Chile, Chile
- Universidade de Nova Lisboa. Portugal
- Universidade do Porto, Portugal
- Universidade Pontifícia de Salamanca, Espanha
- Universidade Ricardo Palma, Peru
- Universidade Nacional do Nordeste, Argentina
- Universidade de Cádiz, Espanha
- Universidade a Distância de Madri, Espanha
- Universidade Anáhuac, México

### Karma
Além da cooperação entre os alunos, eles podem colaborar e compartilhar conhecimentos usando as diferentes ferramentas sociais oferecidas pela plataforma. Miríada X integra em sua metodologia alguns elementos de ludificação, contando com um sistema de Karma que mede o prestígio da cada aluno na comunidade por suas contribuições e badges ou medalhas sociais que reconhecem a participação dos alunos na comunidade de Miríada X. A progressão de níveis de Karma é a seguinte: experiente, erudito, sábio, eminência e gênio. Em termos práticos, o karma tem a mesma relevância e utilidade que o número de mensagens que um usuário tenha feito em um fórum, com exceção de que os pontos de karma caducam com o passar do tempo e se perdem, pelo que constituem uma forma efêmera de reconhecimento.

### Prêmios
Alguns dos cursos oferecidos pela plataforma foram premiados em diferentes prêmios convocados pelo projeto. Concretamente, em maio de 2013, o primeiro prêmio foi outorgado ao curso “Alemão para falantes da língua espanhola: noções fundamentais”, da professora Mª Dores Castrillo de Larreta-Azelain da Universidade Nacional de Educação a Distância. O Accésit ao Prêmio concedeu-se ao curso “Matemáticas básicas para o acesso a carreiras científicas e técnicas”, do professor Juan Medina Molina da Universidade Politécnica de Cartagena. Em junho de 2014, obteve o primeiro prêmio o curso “Aplicativo das redes sociais ao ensino: Comunidades virtuais”, do professor Oriol Borrás da Universidade Politécnica de Madri. O accésit ao prêmio foi para o curso “Potência tua mente” da professora Carmen María Sarabia Cobo da Universidade de Cantabria.
Na última edição do Prêmio Inovação Educativa Miríadax, o professor Oriol Borrás, da Universidad Rey Juan Carlos, voltou a ser o grande vencedor com o curso "Potencialize-se nas Redes Sociais". O accésit ao prêmio foi concedido para la Universidad La Laguna con el curso “Tendencias en investigación educativa y social”.